# Amleto (film 1914)
Amleto è un film del 1914, diretto e prodotto da Arturo Ambrosio.